# Rajd Turcji 2004
Rezultaty Rajdu Turcji (5th Rally of Turkey), eliminacji Rajdowych Mistrzostw Świata, w 2004 roku, który odbył się w dniach 24 – 27 czerwca. Była to siódma runda czempionatu w tamtym roku i piąta szutrowa, a także trzecia runda serii Junior WRC. Bazą rajdu było miasto Antalya. Zwycięzcami rajdu została francusko-monakijska załoga Sébastien Loeb/Daniel Elena jadąca Citroënem Xsarą WRC. Wyprzedzili oni Finów Marcusa Grönholma i Timo Rautiainena w Peugeocie 307 WRC oraz norwesko-brytyjską załogę Petter Solberg/Phil Mills w Subaru Imprezie WRC. Z kolei zwycięstwo w Junior WRC odnieśli Szwedzi Per-Gunnar Andersson i Jonas Andersson w Suzuki Ignisie S1600.
Rajdu nie ukończyło dwóch kierowców fabrycznych. Harri Rovanperä w Peugeocie 307 WRC wycofał się na 13. odcinku specjalnym z powodu awarii skrzyni biegów, a Gilles Panizzi jadący Mitsubishi Lancerem WRC zrezygnował z jazdy na 4. odcinku specjalnym z powodu awarii układu elektrycznego.

## Klasyfikacja ostateczna (punktujący zawodnicy)
| Miejsce  | Zawodnik             | Pilot                | Samochód                 | Czas      | Strata   | Grupa | Punkty |
| WRC      | WRC                  | WRC                  | WRC                      | WRC       | WRC      | WRC   | WRC    |
| -------- | -------------------- | -------------------- | ------------------------ | --------- | -------- | ----- | ------ |
| 1.       | Sébastien Loeb       | Daniel Elena         | Citroën Xsara WRC        | 4:48:26.8 |          | A8 M  | 10     |
| 2.       | Marcus Grönholm      | Timo Rautiainen      | Peugeot 307 WRC          | 4:48:53.0 | +26.2    | A8 M  | 8      |
| 3.       | Petter Solberg       | Phil Mills           | Subaru Impreza WRC       | 4:49:03.5 | +36.7    | A8 M  | 6      |
| 4.       | Carlos Sainz         | Marc Martí           | Citroën Xsara WRC        | 4:51:16.1 | +2:49.3  | A8 M  | 5      |
| 5.       | François Duval       | Stéphane Prévot      | Ford Focus WRC           | 4:52:53.6 | +4:26.8  | A8 M  | 4      |
| 6.       | Mikko Hirvonen       | Jarmo Lehtinen       | Subaru Impreza WRC       | 4:54:27.9 | +6:01.1  | A8 M  | 3      |
| 7.       | Janne Tuohino        | Jukka Aho            | Ford Focus WRC           | 5:00:11.7 | +11:44.9 | A8    | 2      |
| 8.       | Antony Warmbold      | Gemma Price          | Ford Focus WRC           | 5:09:42.1 | +21:15.3 | A8    | 1      |
|          |                      |                      |                          |           |          |       |        |
| 10.      | Gianluigi Galli      | Guido D’Amore        | Mitsubishi Lancer WRC 04 | 5:20:35.7 | +32:08.9 | A8 M  |        |
|          |                      |                      |                          |           |          |       |        |
| 24.      | Markko Märtin        | Michael Park         | Ford Focus RS WRC '04    | 5:44:58.7 | +56:31.9 | A8 M  |        |
| JWRC     |                      |                      |                          |           |          |       |        |
| 1. (11.) | Per-Gunnar Andersson | Jonas Andersson      | Suzuki Ignis S1600       | 5:24:56.2 |          | A6    | 10     |
| 2. (12.) | Kosti Katajamäki     | Timo Alanne          | Suzuki Ignis S1600       | 5:25:02.6 | +6.4     | A6    | 8      |
| 3. (13.) | Guy Wilks            | Phil Pugh            | Suzuki Ignis S1600       | 5:25:53.8 | +57.6    | A6    | 6      |
| 4. (14.) | Guerlain Chicherit   | Matthieu Baumel      | Citroën Saxo VTS S1600   | 5:27:54.9 | +2:58.7  | A6    | 5      |
| 5. (16.) | Urmo Aava            | Kuldar Sikk          | Suzuki Ignis S1600       | 5:28:42.9 | +3:46.7  | A6    | 4      |
| 6. (17.) | Mirco Baldacci       | Giovanni Bernacchini | Suzuki Ignis S1600       | 5:30:31.9 | +5:35.7  | A6    | 3      |
| 7. (22.) | Conrad Rautenbach    | Chris Patterson      | Subaru Impreza WRX STi   | 5:39:27.0 | +14:30.8 | A6    | 2      |
| 8. (28.) | Oliver Marshall      | Craig Parry          | Renault Clio S1600       | 6:03:10.4 | +38:14.2 | A6    | 1      |

1. ↑  Litera M przy oznaczeniu grupy do której należy samochód oznacza, iż tylko ci kierowcy zdobywali punkty dla swoich zespołów liczonych w klasyfikacji producentów na koniec sezonu.

## Zwycięzcy odcinków specjalnych
| Dzień      | Odcinek | G. rozp. | Nazwa           | Długość | Zwycięzca                     | Czas    | Lider rajdu    |
| ---------- | ------- | -------- | --------------- | ------- | ----------------------------- | ------- | -------------- |
| 1 (24 CZE) | SS1     | 18:46    | Efes Pilsen SSS | 2.55km  | Markko Märtin                 | 2:12.4  | Markko Märtin  |
| 2 (25 CZE) | SS2     | 08:38    | Phaselis 1      | 28.98km | Sébastien Loeb                | 22:49.2 | Sébastien Loeb |
| 2 (25 CZE) | SS3     | 09:21    | Silyon 1        | 34.24km | Sébastien Loeb                | 25:57.2 | Sébastien Loeb |
| 2 (25 CZE) | SS4     | 13:02    | Phaselis 2      | 28.98km | Harri Rovanperä               | 22:41.3 | Sébastien Loeb |
| 2 (25 CZE) | SS5     | 14:05    | Kemer 1         | 20.39km | Carlos Sainz                  | 14:46.5 | Sébastien Loeb |
| 2 (25 CZE) | SS6     | 16:41    | Silyon 2        | 34.24km | Marcus Grönholm               | 26:03.6 | Sébastien Loeb |
| 2 (25 CZE) | SS7     | 18:52    | Castrol SSS     | 2.50km  | Petter Solberg                | 2:14.8  | Sébastien Loeb |
| 3 (26 CZE) | SS8     | 08:50    | Perge 1         | 22.28km | Sébastien Loeb                | 15:16.2 | Sébastien Loeb |
| 3 (26 CZE) | SS9     | 09:36    | Kumluca 1       | 36.10km | Marcus Grönholm               | 28:09.7 | Sébastien Loeb |
| 3 (26 CZE) | SS10    | 13:22    | Perge 2         | 22.28km | Sébastien Loeb                | 15:03.9 | Sébastien Loeb |
| 3 (26 CZE) | SS11    | 14:05    | Kumluca 2       | 36.10km | Sébastien Loeb                | 27:39.1 | Sébastien Loeb |
| 3 (26 CZE) | SS12    | 17:41    | Chimera         | 16.45km | Petter Solberg                | 11:54.8 | Sébastien Loeb |
| 3 (26 CZE) | SS13    | 18:29    | Kemer 2         | 20.39km | Petter Solberg                | 14:18.2 | Sébastien Loeb |
| 4 (27 CZE) | SS14    | 07:48    | Olympos 1       | 33.35km | Marcus Grönholm               | 25:17.9 | Sébastien Loeb |
| 4 (27 CZE) | SS15    | 09:06    | Aspendos 1      | 5.60km  | Petter Solberg Sébastien Loeb | 3:52.8  | Sébastien Loeb |
| 4 (27 CZE) | SS16    | 11:47    | Olympos 2       | 33.35km | Petter Solberg                | 25:00.3 | Sébastien Loeb |
| 4 (27 CZE) | SS17    | 13:05    | Aspendos 2      | 5.60km  | Petter Solberg                | 3:52.4  | Sébastien Loeb |

## Klasyfikacja po 7 rundach
Tabele przedstawiają tylko pięć pierwszych miejsc.

### Kierowcy
| Lp. | Kierowca        | Pkt |
| --- | --------------- | --- |
| 1   | Sébastien Loeb  | 53  |
| 2   | Petter Solberg  | 44  |
| 3   | Markko Märtin   | 34  |
| 4   | Marcus Grönholm | 32  |
| 5   | Carlos Sainz    | 24  |

### Producenci
| Lp. | Producent                   | Pkt |
| --- | --------------------------- | --- |
| 1   | Citroën Total               | 80  |
| 2   | Ford Motor Co Ltd.          | 65  |
| 3   | 555 Subaru World Rally Team | 59  |
| 4   | Malboro Peugeot Total       | 47  |
| 5   | Mitsubishi Motors           | 11  |